# اسکات ووتون
اسکات ووتون (انگلیسی: Scott Wootton؛ زادهٔ ۱۲ سپتامبر ۱۹۹۱) یک بازیکن فوتبال اهل بریتانیا است.